# Исчезнувшие сёла (Раздольненский район)

## Сёла, включённые в состав других населённых пунктов
За известный период некоторые сёла Раздольненского района были объединены с соседними, при этом документально такие слияния зафиксированы только начиная с 1948 года.
| Сёла, включённые в состав других населённых пунктов | Сёла, включённые в состав других населённых пунктов | Сёла, включённые в состав других населённых пунктов | Сёла, включённые в состав других населённых пунктов | Сёла, включённые в состав других населённых пунктов |
| Село                                                | К кому присоединено                                 | Старое название                                     | Годы включения                                      |                                                     |
| --------------------------------------------------- | --------------------------------------------------- | --------------------------------------------------- | --------------------------------------------------- | --------------------------------------------------- |
| Бабушкино                                           | Чернышёво                                           | до 1948 года Огуз-Оглу немецкий                     | с 1960 по 1968 годы                                 |                                                     |
| Бугры                                               | Ульяновка                                           | до 1948 года Соцдорф                                | с 1968 по 1977 годы                                 |                                                     |
| Весёлое                                             | Новосёловское                                       | Монтанай-Эльгеры                                    | с 1960 по 1968 годы                                 |                                                     |
| Геройское                                           | Кропоткино                                          | Кульджанай                                          | с 1960 по 1968 годы                                 |                                                     |
| Лебедево                                            | Берёзовка                                           | до 1948 г. Шейх-Эли                                 | с 1968 по 1977 годы                                 |                                                     |
| Маевка                                              | Новосёловское                                       | Фрайдорф                                            | 1962 год                                            |                                                     |
| Миражное                                            | Котовское                                           | до 1948 г. Айгул                                    | с 1960 по 1968 годы                                 |                                                     |
| Константиновка                                      | Воронки                                             | —                                                   | с 1960 по 1968 годы                                 |                                                     |
| Роговое                                             | Серебрянка                                          | до 1948 г. Мунус                                    | с 1960 по 1968 годы                                 |                                                     |
| Романовка                                           | Славное                                             | до 1948 г. Кучук-Абай                               | с 1960 по 1968 годы                                 |                                                     |
| Сырт-Монтанай                                       | Ильгери-Монтанай                                    | —                                                   | до 1948 года                                        |                                                     |
| Черкез немецкий                                     | Ветрянка                                            | —                                                   | в 1948 году                                         |                                                     |
| Ильгери-Джаманак                                    | Сырт-Джаманак                                       | —                                                   | с 1900 по 1915 годы                                 |                                                     |

## Сёла, исчезнувшие до 1926 года
Наиболее ранний доступный перечень поселений на территории современного района — Ведомости о всех селениях… Перекопского и Евпаторийского уездов 1805 и 1806 годов. В последующем деревни фиксировались на военно-топографических картах 1817, 1842 и 1865—1876 годов, в «Ведомости о казённых волостях Таврической губернии 1829 г», а также в Памятных книжках (по результатам ревизий) 1864, 1889, 1892, 1900, 1915 годов и в материалах всесоюзной переписи 1926 года. Отдельно стоит «Памятная книжка Таврической губернии за 1867 год» в которой перечислены только полностью опустевшие деревни, покинутые жителями в результате массовой эмиграции крымских татар 1860—1866 годов (после Крымской войны 1853—1856 г.), либо опустевшие и вновь заселённые деревни — таких на территории нынешнего Раздольненского района было большинство. Здесь перечислены деревни, записанные в каком либо из указанных документов и не встречающиеся в документах советского времени.
| Сёла, исчезнувшие до 1926 года | Сёла, исчезнувшие до 1926 года  | Сёла, исчезнувшие до 1926 года | Сёла, исчезнувшие до 1926 года | Сёла, исчезнувшие до 1926 года |
| Село                           | Координаты                      | Местоположение (сельсовет)     | Годы упразднения               |                                |
| ------------------------------ | ------------------------------- | ------------------------------ | ------------------------------ | ------------------------------ |
| Абай                           | 45°42′35″ с. ш. 33°15′00″ в. д. | —                              | с 1900 по 1915 год             |                                |
| Ички                           | 45°42′10″ с. ш. 33°30′50″ в. д. | —                              | с 1900 по 1915 год             |                                |
| Ишунь                          | 45°50′00″ с. ш. 33°36′35″ в. д. | —                              | с 1842 по 1867 год             |                                |
| Кара-Кипчак                    | 45°42′55″ с. ш. 33°21′35″ в. д. | —                              | с 1915 по 1926 год             |                                |
| Каясты                         | 45°31′43″ с. ш. 33°24′15″ в. д. | —                              | с 1902 по 1915 год             |                                |
| Кенегез                        | 45°44′45″ с. ш. 33°43′15″ в. д. | —                              | с 1865 по 1867 год             |                                |
| Кок-Тана                       | 45°43′38″ с. ш. 33°18′00″ в. д. | —                              | до 1941 года                   |                                |
| Ново-Захаровка (Алты-Улук)     | 45°47′15″ с. ш. 33°35′30″ в. д. | —                              | с 1864 по 1867 год             |                                |
| Самарчик-Кипчак                | 45°46′02″ с. ш. 33°41′04″ в. д. | —                              | с 1892 по 1900 год             |                                |

### Малоупоминаемые селения
Перечисленные ниже сёла встречаются лишь в одном-двух исторических документах и сведений о них не достаточно для создания полноценной статьи.
- Актай — встречается в Статистическом справочнике… 1915 года, согласно которому в деревне Актай Агайской волости Евпаторийского уезда числилось 4 двора с немецким населением в количестве 17 человек приписных жителей и 3 — «посторонних»[2]. По энциклопедическому словарю «Немцы России» — хутор[3].
- Аталык-Аул (Алталык-Аул) 45°34′07″ с. ш. 33°14′55″ в. д.HGЯO — встречается только на картах 1836[4], 1842 и 1865—1876 года, как развалины.
- Бай-Басты 45°41′53″ с. ш. 33°15′46″ в. д.HGЯO — встречается только на карте 1817 года как пустующая Байбасты.
- Бек-Котан 45°43′35″ с. ш. 33°26′35″ в. д.HGЯO — находился примерно в 1 км западнее современного села Молочное[5]. встречается, как пустующий Конрат на карте 1817 года[6], как развалины Бек-Котан на картах 1836[4] и 1842 года[7]; на карте 1865 года — неясное поселение без названия[5].
- Боджай 45°41′15″ с. ш. 33°15′35″ в. д.HGЯO — встречается в Статистическом справочнике… 1915 года, согласно которому в деревне Боджай Агайской волости Евпаторийского уезда числилось 2 двора с русским населением в количестве 7 человек приписных жителей и 1 — «посторонний», из которых 4 мужчины и 4 женщины. Жители владели 200 десятинами удобной земли. В хозяйствах имелось 4 лошади, 2 коровы и 3 головы мелкого скота[2] и на километровой карте 1922 года[8].
- Джабанак — встречается только в «Памятной книге Таврической губернии 1889 год», как деревня Биюк-Асской волости с 11 дворами и 164 жителями.
- Карабай 45°45′04″ с. ш. 33°21′51″ в. д.HGЯO — встречается на картах 1842 и 1865—1876 года, как развалины, и затем вновь появляется на карте Генштаба 1941 года.
- Кереит-Ташкую — встречается в Статистическом справочнике… 1915 года, согласно которому на хуторе Кереит-Ташкую (братьев Кайзер) Коджамбакской волости Евпаторийского уезда числилось 4 двора с немецким населением в количестве 14 человек приписных жителей и 2 — «посторонних»[2] (и в энциклопедическом словаре «Немцы России»[3]).
- Китай 45°45′16″ с. ш. 33°21′38″ в. д.HGЯO — встречается на картах 1842 и 1865—1876 года как развалины.
- Кучук-Токтарлы — встречается только в Ведомости о волостях и селениях, в Евпаторийском уезде с показанием числа дворов и душ… от 19 апреля 1806 года, согласно которой в деревне Хоротокиятской волости Евпаторийского уезда числилось 3 двора и 18 крымских татар.
- Османчик 45°46′51″ с. ш. 33°28′16″ в. д.HGЯO — находился примерно на месте северной окраины Раздольного, встречается на карте 1817 года как пустующий[9] и на карте 1836 года, как развалины деревни Асанчик[10].
- Улан-Эли 45°31′22″ с. ш. 33°26′52″ в. д.HGЯO — встречается только на картах 1836[4], 1842 и 1865—1876 года, как развалины.
- Чагар 45°39′42″ с. ш. 33°13′00″ в. д.HGЯO — располагался на западе района, в степной части Крыма, примерно в 4 километрах юго-восточнее современного села Котовское, встречается только на картах 1836[4] и 1842 года, как развалины.
- Черкез (вакуф) — встречается только в Статистическом справочнике… 1915 года, согласно которому в деревне Черкез (вакуф) Коджамбакской волости Евпаторийского уезда числилось 17 дворов со смешанным населением в количестве 92 человек приписных жителей и 9 — «посторонних»[2].
- Южная Поляна 45°44′55″ с. ш. 33°34′29″ в. д.HGЯO[11] — немецкий хутор (экономия) (Витца) Коджамбакской волости. На 1915 год 1 двор с немецким населением в количестве 9 человек приписных жителей и 3 — «посторонних»[2].

## Населённые пункты, исчезнувшие с 1926 по 1948 год
В данном списке представлены сёла, фигурирующие в «Списке населённых пунктов Крымской АССР по Всесоюзной переписи 17 декабря 1926 г» и не встречающиеся в послевоенных документах. Подавляющее большинство этих сёл были уничтожены немецкими оккупантами в 1941-44 годах, либо опустели и были заброшены в результате депортации из Крыма крымских татар, армян, болгар, греков и немцев.
| Алтынджи-Меркит  | 45°37′05″ с. ш. 33°21′05″ в. д. | с 1942 по 1948 год |
| Аманша Татарская | 45°40′55″ с. ш. 33°26′35″ в. д. | с 1942 по 1948 год |
| Атай Татарский   | 45°47′25″ с. ш. 33°37′05″ в. д. | с 1942 по 1948 год |
| Бай-Булат        | 45°31′30″ с. ш. 33°28′55″ в. д. | с 1942 по 1948 год |
| Бешпилав-Джанкой | 45°46′00″ с. ш. 33°19′35″ в. д. | с 1942 по 1948 год |
| Бешуй            | 45°39′45″ с. ш. 33°36′48″ в. д. | с 1926 по 1942 год |
| Донузлав-Кипчак  | 45°30′45″ с. ш. 33°19′30″ в. д. | с 1931 по 1942 год |
| Калмык-Кара      | 45°50′15″ с. ш. 33°38′15″ в. д. | с 1931 по 1942 год |
| Караба-Кудаш     | 45°42′00″ с. ш. 33°08′15″ в. д. | с 1941 по 1948 год |
| Кир-Актачи       | 45°50′15″ с. ш. 33°38′15″ в. д. | с 1942 по 1948 год |
| Коскенчи         | 45°42′00″ с. ш. 33°13′45″ в. д. | с 1926 по 1942 год |
| Натальевка       | 45°40′00″ с. ш. 33°21′30″ в. д. | с 1931 по 1942 год |
| Новый Бараган    | 45°31′25″ с. ш. 33°30′05″ в. д. | с 1942 по 1948 год |
| Нурали           | 45°45′05″ с. ш. 33°25′05″ в. д. | с 1942 по 1948 год |
| Отар-Джанкой     | 45°43′10″ с. ш. 33°10′50″ в. д. | с 1931 по 1948 год |
| Сергеевка        | 45°47′05″ с. ш. 33°21′25″ в. д. | с 1942 по 1948 год |
| Тепиз            | 45°48′00″ с. ш. 33°23′30″ в. д. | с 1942 по 1948 год |
| Той-Тебе         | 45°29′10″ с. ш. 33°21′54″ в. д. | с 1941 по 1942 год |
| Ток-Чарлы        | 45°29′10″ с. ш. 33°29′40″ в. д. | с 1931 по 1942 год |
| Тураш            | 45°31′40″ с. ш. 33°23′05″ в. д. | с 1938 по 1942 год |
| Чондалай         | 45°33′00″ с. ш. 33°27′45″ в. д. | с 1931 по 1942 год |
| Эмир-Орлюк       | 45°41′45″ с. ш. 33°23′50″ в. д. | с 1926 по 1938 год |
| Ясная Поляна     | 45°50′45″ с. ш. 33°38′15″ в. д. | с 1931 по 1942 год |

Перечисленные ниже сёла встречаются лишь в одном-двух исторических документах и сведений о них не достаточно для создания полноценной статьи.
- Бакал (казённый участок) 45°44′15″ с. ш. 33°11′50″ в. д.HGЯO селение находилось на восточном берегу озера Бакальское (в устье балки Джугеньская-Ахтанская)[12] встречается только в Списке населённых пунктов Крымской АССР по Всесоюзной переписи 17 декабря 1926 года, согласно которому в казённом участке Бакал, Киргиз-Казацкого сельсовета Евпаторийского района, числилось 20 дворов, из них 19 крестьянских, население составляло 101 человек, из них 81 украинец, 12 русских, 7 татар и 1 немец[13].
- Бекотан-Конрат Немецкий
- Джайлав 45°43′40″ с. ш. 33°12′10″ в. д.HGЯO — встречается только на километровой карте Генштаба 1941 года[14]
- Джолта
- Конрат Русский — встречается в «Ведомости о казённых волостях Таврической губернии 1829 года», как просто Конрат, приписанный к Атайской волости (переименованной из Джелаирской)[15], и в «Списке населённых мест Таврической губернии по сведениям 1864 года», где Конрат — владельческий хутор, с 2 дворами и 8 жителями при колодцах[16]. Согласно Списку населённых пунктов Крымской АССР по Всесоюзной переписи 17 декабря 1926 года, в селе Конрат (русский), Бий-Орлюкского сельсовета Евпаторийского района, числилось 35 дворов, из них 34 крестьянских, население составляло 178 человек, из них 99 русских, 68 украинцев, 2 немца, 1 татарин, 8 записаны в графе «прочие»[13].
- Наримановка 45°45′30″ с. ш. 33°41′30″ в. д.HGЯO — встречается только на карте 1942 года[17].
- Новоандреевка 45°47′55″ с. ш. 33°23′00″ в. д.HGЯO — встречается в Статистическом справочнике Таврической губернии. Ч.II-я. Статистический очерк, выпуск пятый Евпаторийский уезд, 1915 год, согласно которому в имении Ново-Андреевка (Андрея Семёновича Саенко) Коджамбакской волости Евпаторийского уезда числился 1 двор с русским населением в количестве 23 человека приписных жителей и 20 — «посторонних»[2]. Обозначен, как Саенко на карте 1922 года[18] и на картах 1926[19] и 1931 годов[20].
- Огородники I 45°49′10″ с. ш. 33°34′35″ в. д.HGЯO — хутор, примерно в 33 километрах к юго-западу от села Кумово[21]. Встречается в Списке населённых пунктов Крымской АССР по Всесоюзной переписи 17 декабря 1926 года, согласно которому на хуторе Огородники I, Атайского сельсовета Евпаторийского района, числился 21 двор, все крестьянские, население составляло 64 человека, из них 4 русских и 60 армян[13].
- Огородники II — встречается только в Списке населённых пунктов Крымской АССР по Всесоюзной переписи 17 декабря 1926 года, согласно которому на хуторе Огородники II, Ташкуйского сельсовета Евпаторийского района, числилось 8 дворов, все крестьянские, население составляло 30 человек, из них 24 армянина, 5 украинцев и 1 русский[13].
- Фёдоровка II 45°45′05″ с. ш. 33°32′10″ в. д.HGЯO[22] — встречается в Списке населённых пунктов Крымской АССР по Всесоюзной переписи 17 декабря 1926 года, согласно которому на хуторе Фёдоровка II, Ак-Шеихского сельсовета Евпаторийского района, числилось 4 двора, все крестьянские, население составляло 15 человек, из них 14 русских и 1 немец[13].

## Сёла, исчезнувшие после 1948 года
Сёла, исчезнувшие в этот период, стали жертвами проводившийся с конца 1950-х годов политики по укрупнению хозяйств и ликвидации «неперспективных» сёл с переселением их жителей в другие населённые пункты.
| Сёла, исчезнувшие после 1948 года | Сёла, исчезнувшие после 1948 года | Сёла, исчезнувшие после 1948 года            | Сёла, исчезнувшие после 1948 года | Сёла, исчезнувшие после 1948 года |
| Село                              | Координаты                        | Старое название                              | Годы упразднения                  |                                   |
| --------------------------------- | --------------------------------- | -------------------------------------------- | --------------------------------- | --------------------------------- |
| Андреевка                         | 45°45′25″ с. ш. 33°34′00″ в. д.   | —                                            | с 1960 по 1968 год                |                                   |
| Борисовка                         | 45°52′00″ с. ш. 33°38′25″ в. д.   | до 1948 года Новый Кизил-Бай                 | после 1 июня 1977 года            |                                   |
| Брянское                          | 45°33′55″ с. ш. 33°29′05″ в. д.   | до 1948 года Найбрянск                       | с 1960 по 1968 год                |                                   |
| Быково                            | 45°47′25″ с. ш. 33°26′45″ в. д.   | до 1948 года Байгонду                        | с 1960 по 1968 год                |                                   |
| Варягино                          | 45°45′05″ с. ш. 33°19′35″ в. д.   | до 1948 года Бешпилав                        | с 1960 по 1968 год                |                                   |
| Весёлая Долина                    | 45°42′45″ с. ш. 33°06′25″ в. д.   | —                                            | с 1960 по 1968 год                |                                   |
| Горлица                           | 45°42′45″ с. ш. 33°17′15″ в. д.   | до 1948 года Джайлав                         | с 1960 по 1968 год                |                                   |
| Григорьевка                       | 45°35′45″ с. ш. 33°33′15″ в. д.   | до 1948 года Джайлав                         | с 1977 по 1985 год                |                                   |
| Гусевка                           | 45°43′35″ с. ш. 33°10′55″ в. д.   | до 1948 года Отары                           | с 1960 по 1968 год                |                                   |
| Дарьевка                          | 45°36′15″ с. ш. 33°26′20″ в. д.   | до 1948 года Кир-Актачи русские              | с 1960 по 1968 год                |                                   |
| Державино                         | 45°43′00″ с. ш. 33°12′35″ в. д.   | до 1948 года Бакал Казацкий                  | с 1968 по 1977 год                |                                   |
| Джугень                           | 45°41′05″ с. ш. 33°16′55″ в. д.   | —                                            | с 1954 по 1960 годы               |                                   |
| Дивное                            | 45°41′50″ с. ш. 33°21′35″ в. д.   | до 1948 года Лениндорф                       | с 1977 по 1985 год                |                                   |
| Добринка                          | 45°44′20″ с. ш. 33°21′30″ в. д.   | до 1948 года Кармыш                          | с 1960 по 1968 год                |                                   |
| Зайцево                           | 45°40′30″ с. ш. 33°10′15″ в. д.   | до 1948 года Кудаш                           | с 1954 по 1960 год                |                                   |
| Золотой Колос                     | 45°34′55″ с. ш. 33°14′20″ в. д.   | до 1948 года Джаманак русский                | с 1977 по 1985 год                |                                   |
| Казачье                           | 45°40′15″ с. ш. 33°07′45″ в. д.   | до 1948 года Киргиз-Казак                    | с 1960 по 1968 год                |                                   |
| Ковалёвка                         | 45°31′40″ с. ш. 33°25′40″ в. д.   | до 1948 года Каймачи                         | с 1945 по 1954 год                |                                   |
| Козловка                          | 45°40′20″ с. ш. 33°19′30″ в. д.   | до 1948 года Карача-Орлюк                    | с 1960 по 1968 год                |                                   |
| Константиновка                    | 45°35′50″ с. ш. 33°33′05″ в. д.   |                                              | с 1960 по 1968 год                |                                   |
| Красное Утро                      | 45°36′45″ с. ш. 33°13′20″ в. д.   | до 1948 года Ильгери-Каспир                  | с 1954 по 1960 год                |                                   |
| Кремнево                          | 45°44′05″ с. ш. 33°34′30″ в. д.   | до 1948 года Кучук-Асс                       | с 1960 по 1968 год                |                                   |
| Лапино                            | 45°38′05″ с. ш. 33°17′45″ в. д.   | до 1948 года Корото-Кият                     | с 1960 по 1968 год                |                                   |
| Ласточкино                        | 45°43′00″ с. ш. 33°22′20″ в. д.   | до 1948 года Биюк-Асс                        | с 1960 по 1968 год                |                                   |
| Лебединое                         | 45°28′00″ с. ш. 33°32′05″ в. д.   | до 1948 года Узбек татарский                 | с 1954 по 1968 год                |                                   |
| Маковка                           | 45°33′50″ с. ш. 33°15′30″ в. д.   | до 1948 года Сырт-Джаманак                   | с 1968 по 1977 год                |                                   |
| Малютка                           | 45°41′00″ с. ш. 33°32′50″ в. д.   | до 1948 года Монай татарский                 | с 1960 по 1968 год                |                                   |
| Мариновка                         | 45°35′55″ с. ш. 33°29′45″ в. д.   | до 1948 года Мунус татарский                 | с 1960 по 1968 год                |                                   |
| Микулино                          | 45°43′45″ с. ш. 33°26′45″ в. д.   | до 1948 года Бек-Котан-Конрат                | с 1960 по 1968 год                |                                   |
| Новое                             | 45°48′40″ с. ш. 33°31′15″ в. д.   | до 1948 года Сары-Булат Немецкий             | с 1960 по 1968 год                |                                   |
| Новониколаевка                    | 45°30′05″ с. ш. 33°21′25″ в. д.   | —                                            | 1989 год                          |                                   |
| Панино                            | 45°27′05″ с. ш. 33°29′55″ в. д.   | до 1948 года Алты-Пармак                     | с 1960 по 1968 год                |                                   |
| Писаревка                         | 45°37′35″ с. ш. 33°12′40″ в. д.   | до 1948 года Сырт-Каспир                     | с 1960 по 1968 годы               |                                   |
| Пограничное                       | 45°40′05″ с. ш. 33°25′35″ в. д.   | до 1948 года Аманша русская                  | с 1960 по 1968 год                |                                   |
| Присивашное                       | 45°49′20″ с. ш. 33°34′40″ в. д.   | до 1948 года Бекетань                        | с 1977 по 1985 год                |                                   |
| Приютное                          | 45°26′40″ с. ш. 33°27′45″ в. д.   | до 1948 года Телеш Татарский и Телеш русский | с 1954 по 1960 год                |                                   |
| Прохладное                        | 45°38′40″ с. ш. 33°14′00″ в. д.   | до 1948 года Токмак                          | с 1960 по 1968 год                |                                   |
| Пучки                             | 45°40′20″ с. ш. 33°11′45″ в. д.   | до 1948 года Сары-Кипчак                     | с 1960 по 1968 год                |                                   |
| Смольное                          | 45°41′20″ с. ш. 33°12′30″ в. д.   | до 1948 года Сары-Кипчак и Новый Кипчак      | с 1954 по 1960 год                |                                   |
| Татьяновка                        | 45°43′35″ с. ш. 33°35′35″ в. д.   | до 1948 года Кюль-Сюит                       | с 1960 по 1968 год                |                                   |
| Тюльпаны                          | 45°40′15″ с. ш. 33°24′15″ в. д.   | до 1948 года Фрайлебен                       | с 1960 по 1968 год                |                                   |
| Чабанское                         | 45°37′30″ с. ш. 33°19′20″ в. д.   | до 1962 года Владимировка                    | с 1968 по 1977 год                |                                   |
| Шестово                           | 45°37′45″ с. ш. 33°23′20″ в. д.   | до 1948 года Алтынджа Верхняя                | с 1960 по 1968 год                |                                   |

Редко упоминаемые сёла
- Рейзендорф — встречается только в работе Якова Пасика «История еврейских земледельческих колоний Юга Украины и Крыма»[23]..
- Сталино — встречается только в работе Якова Пасика «История еврейских земледельческих колоний Юга Украины и Крыма»[23]